# Polska Żegluga Bałtycka
Polska Żegluga Bałtycka (skr. PŻB, inna nazwa Polferries) – polskie przedsiębiorstwo armatorskie z siedzibą w Kołobrzegu. Początkowo było to przedsiębiorstwo państwowe, a następnie przekształcono je w jednoosobową spółkę skarbu państwa. Obsługuje połączenia promowe pomiędzy Polską a Szwecją oraz Danią.
Pion lądowy firmy reprezentuje tzw. spółka matka, na którą składają się centrala w Kołobrzegu, biura w Warszawie, biuro promowe w Świnoujściu oraz biuro promowe w Gdańsku. Zasadniczy trzon przedsiębiorstwa tworzą cztery spółki-córki, trzy z nich są właścicielami promów, czwarta prowadzi działalność na terenie Skandynawii jako Polferries AB. Przedsiębiorstwo to, oprócz żeglugi promowej, zajmuje się również organizacją wyjazdów turystycznych. Realizuje wycieczki do Danii, Szwecji, Norwegii i Finlandii, organizuje pobyty wypoczynkowe, w tym również dla amatorów turystyki kwalifikowanej, np.: wędkarzy, rowerzystów czy amatorów połowów raków.

## Aktualnie obsługiwane połączenia i pływające na nich statki
Obecnie Polferries eksploatuje następujące promy:
| Jednostka | W służbie od   | Linia (-e)          |
| --------- | -------------- | ------------------- |
|           | 15 lutego 2005 | Gdańsk – Nynäshamn  |
|           | 2015           | Świnoujście – Ystad |
|           | 2017           | Świnoujście – Ystad |
|           | 2018           | Gdańsk – Nynäshamn  |
|           | 27 lipca 2024  | Świnoujście – Ystad |

W grudniu 2014 roku Polferries zakupiło od włoskiego armatora Grimaldi Lines prom Euroferry Brindisi, który przemianowało na MF Mazovia. W I połowie 2015 r. Mazovia przeszła w Szczecinie remont i przebudowę, po którym od 15 czerwca roku 2015 zaczęła planowo obsługiwać połączenie Świnoujście – Ystad w miejsce promu Wawel, który rozpoczął obsługę połączenia Gdańsk – Nynäshamn. Obsługujący dotąd to połączenie prom MF Scandinavia w styczniu 2015 został sprzedany na wody Morza Śródziemnego greckiemu armatorowi Ventouris Ferries, a nowa nazwa jednostki to Rigel II.
Na przełomie marca-kwietnia 2018 na linii Gdańsk – Nynäshamn przewidywane jest wprowadzenie nowej jednostki o nazwie Nova Star, wybudowanej w 2011 r. w stoczni ST Marine w Singapurze.

## Historia

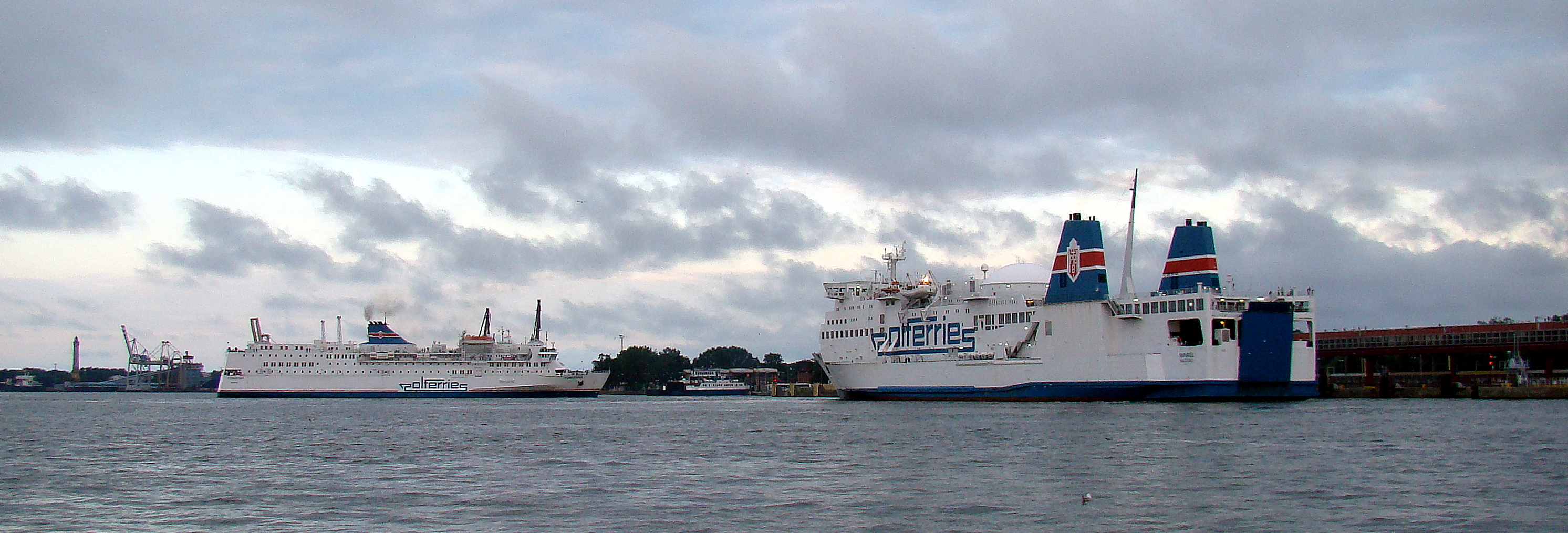
MF Wawel i MF Pomerania przed Terminalem Promowym Świnoujście

Firma została powołana do życia w dniu 31 stycznia 1976 Zarządzeniem nr 8 Ministra Handlu Zagranicznego i Gospodarki Morskiej. Decyzja ta była podyktowana wyłącznie względami politycznymi. Oficjalnym powodem powstania była strategia mająca na celu tzw. aktywizację gospodarczą Pomorza Środkowego. Siedziba firmy została wyznaczona w Kołobrzegu, a pierwszym dyrektorem  został Jan Szymański. Zarządzeniem Nr 23 Ministra Handlu Zagranicznego i Gospodarki Morskiej z dnia 8 marca 1977 firma zaczęła wykonywać usługi związane z obsługą promów, pasażerów i ładunków na przystaniach promowych w Gdańsku i Świnoujściu. W związku z tym 1 kwietnia 1977 roku nowo powstałe przedsiębiorstwo przejęło od PLO 4 promy pasażersko-samochodowe: MF Gryf (1962), MF Skandynawia, MF Wawel (1965) i MF Wilanów (1966). Zarząd Portu Gdańsk przekazał przystań promową w Gdańsku, a Zarząd Morskich Portów Szczecin i Świnoujście przystań promową w Świnoujściu. Do pracy w PŻB przeszli marynarze z PLO oraz PŻM, dzięki temu utrzymano istniejącą już na rynku markę Polferries. 31 grudnia 1992 przekształcono Polską Żeglugę Bałtycką z przedsiębiorstwa państwowego w spółkę akcyjną.
Od 1997 firma wprowadziła procedury Międzynarodowego Kodeksu Zarządzania Bezpieczną Eksploatacją Statków i Zapobieganiu Zanieczyszczeniom – tzw. ISM Code, oraz uzyskała certyfikat ISO 9002. Pełne wdrożenie ISM Code nastąpiło w 1998 roku. Rok 2001 był okresem gruntownej restrukturyzacji finansowej i organizacyjnej firmy – ze struktury przedsiębiorstwa wyłączono oba terminale promowe (w Świnoujściu i Gdańsku) oraz sprzedano nowoczesny prom HSC Boomerang.

### Prywatyzacja
Od jesieni 2009 Ministerstwo Skarbu Państwa próbuje sprzedać akcje przedsiębiorstwa. Początkowo bez wielkich efektów, w 2. połowie 2010 roku zaawansowane negocjacje prowadzone były z duńskim przedsiębiorstwem promowym DFDS. Przedstawiciel potencjalnego nabywcy mówi o 91–92 proc. pakiecie akcji.
W roku 2014 procedura prywatyzacyjna została wszczęta ponownie. O zakup akcji PŻB ubiegało się siedem firm. Na początku 2015 roku Ministerstwo Skarbu skróciło listę firm, które mogłyby brać udział w procesach przetargowych w celu kupna przewoźnika. Swoją ofertę kupna złożyła również Żegluga Polska S.A. (spółka zależna Polskiej Żeglugi Morskiej), jednak nie została dopuszczona do rozmów. W kontekście działań prywatyzacji słychać głosy sprzeciwu związków zawodowych, które nie zgadzają się z obecnie prowadzoną polityką MSP. 27 stycznia 2015 sprzeciw wobec planów sprzedaży PŻB zgłosił także Sejmik Województwa Zachodniopomorskiego. 29 stycznia 2015 roku Ministerstwo Skarbu Państwa wydało oświadczenie w sprawie prywatyzacji PŻB. Dopuściło w nim możliwość powstrzymania prywatyzacji, jak również oświadczyło, że polskie firmy żeglugowe nie podtrzymały zainteresowania przejęciem PŻB. Jednak w połowie lutego 2015 roku Polska Żegluga Morska zadeklarowała, że opracuje plan konsolidacji obu firm.

### Wyniki finansowe grupy
Na rok 2024, grupa posiada 9 jednostek zależnych, współzależnych lub stowarzyszonych.
| Rok  | Przychód          | Wynik netto       |
| ---- | ----------------- | ----------------- |
| 2017 | 271 318 158,89 zł | 42 731 658,71 zł  |
| 2018 | 329 819 605,30 zł | 5 564 701,55 zł   |
| 2019 | 369 379 408,06 zł | 951 804,09 zł     |
| 2020 | 346 563 758,78 zł | 8 409 529,31 zł   |
| 2021 | 419 449 813,90 zł | 2 395 291,76 zł   |
| 2022 | 501 112 684,59 zł | 2 355 102,80 zł   |
| 2023 | 452 538 642,84 zł | 9 734 389,94 zł   |
| 2024 | 420 508 358,96 zł | -44 441 730,06 zł |

### Promy
W barwach PŻB pływały między innymi promy:
- MF Skandynawia – od 1977 do 1981
- MF Gryf (ex Hansa Express, Finndana) – od 1977 do 1980
- MF Wilanów (1966) – od 1977 do 1997
- MF Wawel (ex Gustav Vasa) – od 1977 do 1988
- MF Łańcut – od 1985 do 1994
- MF Silesia – od 1979 do 2005
- MF Rogalin – od 1978 do 2003
- MF Nieborów – od 1988 do 2002
- HSC Boomerang – od 1997 do 2001
- MF Pomerania – od 1978 do 2011
- MF Scandinavia – od 2003 do 2015 (zastąpiła prom Rogalin)
- MS Parsęta od 1990 do 1997

### Linie promowe
- Gdańsk – Helsinki
- Gdańsk – Nynäshamn
- Gdańsk – Karlskrona
- Gdańsk – Oxelösund
- Gdańsk – Visby
- Helsinki – Visby
- Świnoujście – Kopenhaga (od 16 czerwca 1977)
- Świnoujście – Kopenhaga – Felixstowe
- Świnoujście – Kopenhaga – Travemünde
- Świnoujście – Malmö
- Świnoujście – Ystad
- Świnoujście – Ystad – Kopenhaga
- Travemünde – Gdańsk – Ryga
- Travemünde – Rønne
- Kołobrzeg - Nexø

### Czartery
- Bremerhaven – Reykjavík
- Genua – La Goulette (Tunis)
- Cork – Swansea
- Cork – Roscoff

### Żegluga towarowa
Oprócz żeglugi promowej świadczyła ponadto usługi trampingowe bliskiego zasięgu oraz eksploatowała port w Kołobrzegu. Żeglugę towarową realizowały statki typu roro:
- MS Parsęta
- MF Drottningen
- MF Gute
- MF Kahlenberg

Oprócz dużych statków w przedsiębiorstwie istniała flotylla maleńkich tzw. kołmaxów (statków mogących zawijać do portu macierzystego armatora, tj. Kołobrzegu): Goplana, Krasnal, Nimfa, Świetlik, Rusałka, Hajnówka, Ruciane, Barlinek, Ina, Ner, Soła, Krutynia, Orla, Odra. Małe kabotażowce (tzw. paragrafowce) w Polsce obsługiwały m.in. następujące małe porty: Kołobrzeg, Darłowo, Ustka, Łeba.

## Osiągnięcia
- 1997 otrzymanie certyfikatu zarządzania jakością ISO 9002
- do kwietnia 2003 przewieziono ponad 11 mln pasażerów od początku istnienia firmy
- 2003 Polferries otrzymuje nagrodę Bursztynowej Kaczki, przyznawaną przez Krajową Izbę Gospodarki Morskiej
- 17 maja 2004 w XIV Edycji Konkursu – Godło Promocyjne Teraz Polska w kategorii: promowe przewozy pasażerskie i ładunkowe
- w 2015 z połączenia Gdańsk – Nynäshamn skorzystało 115 tys. podróżnych[14].